# ジョン・フィッツジェラルド (テニス選手)
ジョン・フィッツジェラルド（John Fitzgerald, 1960年12月28日 - ）は、オーストラリア・南オーストラリア州カミンズ出身の元男子プロテニス選手。1980年代から1990年代前半にかけて、オーストラリアを代表するダブルスの名手として活躍し、4大大会で男子ダブルス7勝、混合ダブルス2勝を挙げた。フィッツジェラルドは、男子ダブルスでキャリア・グランドスラム（すべての4大大会で優勝すること）を達成した数少ない選手のひとりである。自己最高ランキングはシングルス25位、ダブルス1位。ATPツアーでシングルス6勝、ダブルス30勝を挙げた。

## 来歴
フィッツジェラルドは1979年のウィンブルドンでプロデビューしたが、男子ダブルス1回戦でいきなり当時の世界最強ペアだったジョン・マッケンロー&ピーター・フレミング組と顔を合わせた。1981年7月、オーストリア・キッツビュール大会でギリェルモ・ビラスを破ってシングルス初優勝を果たし、翌週のスウェーデン・バスタッド大会でマーク・エドモンドソンと組んでダブルス初優勝を飾った。バスタッド大会の決勝戦で顔を合わせた相手ペアの1人、アンダース・ヤリードとは後にパートナーを組むことになる。1982年全豪オープンにおいて、フィッツジェラルドは同じオーストラリアの先輩選手ジョン・アレクサンダーと組み、ここで最初のグランドスラム・タイトルを獲得した。1983年から1985年にかけて、フィッツジェラルドは全米オープンの混合ダブルスで、エリザベス・セイヤーズと組んで3年連続の決勝戦に進出し、1983年の大会で優勝した。セイヤーズは1984年11月に結婚して「エリザベス・スマイリー」の名前になる。フィッツジェラルドは通算「6度」4大大会の混合ダブルス決勝に進出したが（優勝2度、準優勝4度）パートナーはすべてスマイリーであった。
最初期はジョン・アレクサンダーとペアを組むことが多かったフィッツジェラルドだが、1984年全米オープンの男子ダブルスでは、トマシュ・スミッド（当時チェコスロバキア）との初コンビで優勝した。この大会では、スミッドとの男子ダブルス優勝・セイヤーズとの混合ダブルス準優勝となる。1985年ウィンブルドンでは、フィッツジェラルドは自身2度目の2部門決勝進出を決めたが、ここでは2部門とも準優勝で止まった。パット・キャッシュと組んだ男子ダブルスでは、ハインツ・ギュンタード（スイス）&バラージュ・タロツィ（ハンガリー）組に 4-6, 3-6, 6-4, 3-6 で敗れ、エリザベス・スマイリーとの混合ダブルスでもポール・マクナミー（オーストラリア）&マルチナ・ナブラチロワ組に 5-7, 6-4, 2-6 で敗れた。1986年全仏オープンで、フィッツジェラルドはスミッドと組み、決勝でスウェーデンペアのステファン・エドベリ&アンダース・ヤリード組を 3-6, 6-4, 3-6, 7-6, 14-12 で振り切った。全仏ダブルス優勝により、フィッツジェラルドは4大大会の男子ダブルスで3冠王になった。
1987年のフィッツジェラルドは肩の手術のため、単複とも年間未勝利に終わった。1988年からは、アンダース・ヤリードと組んで出場した大会で好成績が増え始め、2人は全仏オープンとウィンブルドンの男子ダブルスで準優勝したが、まだフィッツジェラルドの最後の目標であるウィンブルドン初優勝には届かなかった。そしてついに、1989年ウィンブルドンの男子ダブルス決勝で、フィッツジェラルドとヤリードはアメリカペアのリック・リーチ&ジム・ピュー組を 3-6, 7-6, 6-4, 7-6 で破って初優勝を飾った。こうして、ジョン・フィッツジェラルドの男子ダブルス「キャリア・グランドスラム」が完成した。しばらく途切れていたエリザベス・スマイリーとの混合ダブルスも復活し、2人は1990年ウィンブルドンで5年ぶりにペアを組んだ。
1991年、ジョン・フィッツジェラルドとアンダース・ヤリードはダブルスで年間6勝を挙げ、全仏オープン・ウィンブルドン・全米オープンで4大大会3連勝を達成した。年頭の全豪オープンだけは、2人は3回戦で敗退している。ウィンブルドンではスマイリーとの混合ダブルスでも初優勝を飾り、自身初の2部門制覇を成し遂げた。しかし、フィッツジェラルドとヤリードは1992年全豪オープンで3回戦敗退に終わり、4大大会ダブルス4連勝を逃してしまう。1993年全豪オープンでは、このコンビで決勝に進み、フィッツジェラルドにとってはジョン・アレクサンダーと組んだ1982年以来「11年ぶり」2度目の全豪決勝の舞台に立ったが、ここでも準優勝に終わった。結局、フィッツジェラルドは「アンダース・ヤリードとの同一ペアによる」キャリア・グランドスラムを果たせなかった。
フィッツジェラルドは日本でプレーした回数も多く、1988年の「セイコー・スーパー・テニス」でボリス・ベッカーに敗れた準優勝がある。ジャパン・オープンの男子ダブルスでは、1988年にヨハン・クリークと組んで優勝し、1991年と1995年の2度アンダース・ヤリードと組んで準優勝した。1995年全米オープンの男子ダブルス3回戦敗退を最後に、フィッツジェラルドは第一線から退いたが、現役最後の試合は1997年全豪オープン男子ダブルス1回戦で、パートナーはオーストラリアの後輩選手パトリック・ラフターであった。
ジョン・フィッツジェラルドは男子テニス国別対抗戦・デビスカップにおいても、1982年から1992年まで10年間オーストラリア代表選手を務め、1983年と1986年のデ杯優勝に貢献した。2001年からデ杯オーストラリア代表監督に就任する。監督としても2003年に優勝があり、2010年までデ杯監督を務めた。

## 4大大会ダブルス優勝
- 全豪オープン 男子ダブルス：1勝（1982年） ［同部門準優勝1度：1993年］
- 全仏オープン 男子ダブルス：2勝（1986年・1991年） ［同部門準優勝1度：1988年］
- ウィンブルドン 男子ダブルス：2勝（1989年・1991年）/混合ダブルス：1勝（1991年） ［男子ダブルス準優勝2度：1985年・1988年/混合ダブルス準優勝2度：1985年・1990年］
- 全米オープン 男子ダブルス：2勝（1984年・1991年）/混合ダブルス：1勝（1983年） ［混合ダブルス準優勝2度：1984年&1985年］